# Piero Gonfiantini
Piero Gonfiantini (Signa, 12 giugno 1937 – Signa, 21 febbraio 2025) è stato un calciatore italiano, di ruolo libero.

## Carriera
Dopo essere cresciuto nel Signa, arrivò nel 1955 alla Fiorentina. Con la squadra viola esordì in Serie A il 22 maggio 1960 nella gara contro l'Alessandria, vinta dai gigliati per 3-1.
Nelle successive 6 stagioni con la Fiorentina conquistò due volte la Coppa Italia (nel 1960-1961 e 1965-1966), una Coppa Mitropa (nel 1966) ed una Coppa delle Coppe (nel 1960-1961); disputò inoltre la finale di Coppa delle Coppe 1961-1962, quella della Coppa Mitropa 1965 e altre due finali di Coppa Italia, rispettivamente nel 1958 e nel 1959-1960.
Nel 1966 si trasferì in Serie B al Pisa, dove nel campionato 1967-1968 conquistò la promozione in Serie A. Nella stagione seguente disputò tutte le 30 gare, ma la squadra fu retrocessa. Gonfiantini giocò anche i due campionati successivi con la maglia del Pisa, che al termine della stagione 1970-1971 retrocesse in Serie C, e continuò la sua avventura in nerazzurro fino alla stagione 1975-1976, arrivando a disputare 315 partite con la casacca dei toscani.

## Palmarès

### Competizioni nazionali
- Coppa Italia: 2

Fiorentina: 1960-1961, 1965-1966

### Competizioni internazionali
- Coppa delle Coppe: 1

Fiorentina: 1960-1961
- Coppa Mitropa: 1

Fiorentina: 1966
- Coppa dell'Amicizia italo-francese: 2

Fiorentina: 1959, 1960
- Coppa delle Alpi: 1

Fiorentina: 1960